# Henri d'Aramitz
Henri d'Aramitz (ou d'Aramits), né vers 1620 et mort en 1655 ou 1674, est un seigneur béarnais, mousquetaire de la Maison du Roi au XVIIe siècle. Il est le cousin du comte de Tréville, capitaine des mousquetaires de la garde du Roi. Il hérita en 1648 au décès de son père la fonction d'abbé laïc d'Aramits. 
Henri d'Aramitz a servi d'inspiration au personnage d'Alexandre Dumas, Aramis, dans la trilogie des mousquetaires.
La descendance masculine de cette famille est éteinte.

## Famille

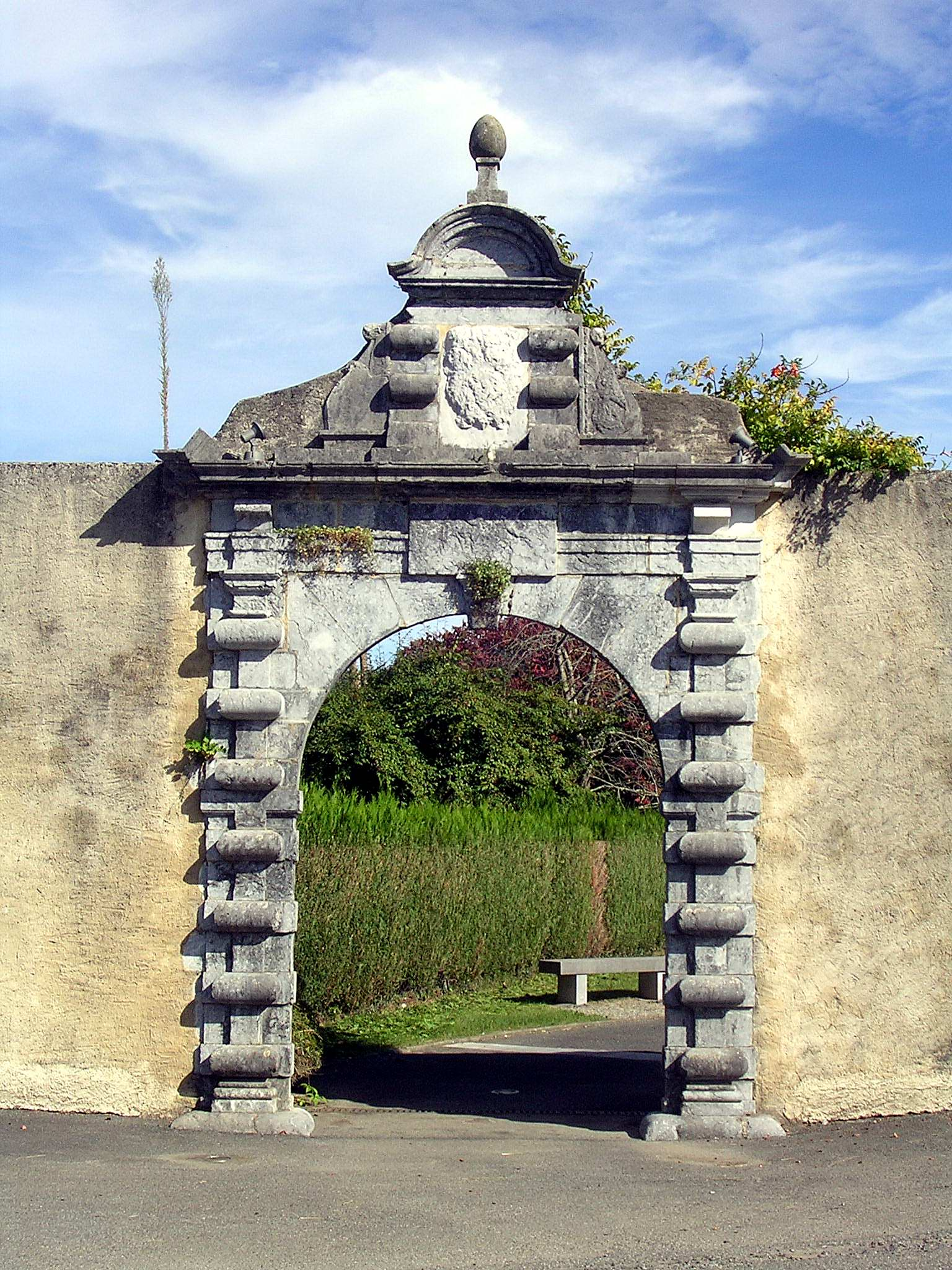
Porte, dernier vestige de l'abbaye laïque d'Aramits

Henri d'Aramitz est né vers 1620 de Charles d'Aramitz et de Catherine  d'Espalungue,,.
Le grand-père d'Henri d'Aramitz, le capitaine huguenot Pierre d’Aramitz, joua un rôle actif dans les guerres de religion qui sévissaient dans le Béarn et la Soule à l’époque de Jeanne d'Albret. Marié à Louise de Sauguis, fille d'un abbé laïc de la Soule, il en eut trois enfants : l'ainé, Phébus, disparut prématurément ; Marie, la benjamine, qui épousa en 1597 Jean du Peyrer, fut la mère de Jean-Armand du Peyrer, le célèbre comte de Tréville, capitaine lieutenant des mousquetaires, né en 1598 à Oloron ; Charles, le cadet, servit le premier dans la compagnie des mousquetaires que commandait son neveu depuis 1634. Il épousa Catherine de Rague, fille du seigneur d'Espalungue, près de Laruns. De cette union naquirent deux filles et Henry, qui inspirera à Alexandre Dumas son célèbre personnage. Henri d'Aramitz était ainsi cousin germain du comte de Tréville.
Charles d'Aramitz fut maréchal des logis (fourrier) à Paris pour les mousquetaires de la garde. À la mort de son père, l'abbé laïc Pierre d'Aramitz, Charles rentra en Béarn et reprit l'abbaye laïque héréditaire de son père.

## Biographie
D'après le roman d'Alexandre Dumas, le cousin d'Henri d'Aramitz, le comte de Tréville, le fit venir à Paris en 1640 avec Armand de Sillègue d'Athos et Isaac de Portau pour leur réputation d'escrimeurs. En mai 1640 Henri d'Aramitz rejoignit ainsi les mousquetaires de la garde,. Aramitz a pu rencontrer d'Artagnan à cette occasion. Les Mémoires de M. d'Artagnan, écrites par Gatien de Courtilz de Sandras, servirent plus tard de base au roman d'Alexandre Dumas Les Trois Mousquetaires.
À la mort de son père en 1648, Henri d'Aramitz rentra en Béarn et devint à son tour abbé laïc d'Aramits. Les archives militaires n'indiquent rien sur les états de service de Charles et d'Henri, ni ne précisent ce que devint Henri dans les armées du Roi après la dissolution de la Compagnie des Mousquetaires du Roi par Mazarin en 1646. 
Le 16 février 1650, Henri d'Aramitz, bien que peut-être de confession protestante, épousa Jeanne de Béarn-Bonasse, appartenant à l'une des familles les plus en vue du catholicisme du Béarn. De cette union naquirent quatre enfants : deux filles et deux fils, Armand et Clément. Ce dernier vendit l'abbaye d'Aramits en 1690 à un cousin.
Les sources ne s'accordent pas sur la date de décès d'Henri d'Aramitz : 1655, 1657 ou 1674.